# Compagnie des pasteurs
Die Compagnie des pasteurs, auch Vénérable Compagnie des pasteurs, seit einigen Jahren Compagnie des pasteurs et des diacres, ist die Gemeinschaft der ordinierten Geistlichen innerhalb der Église Protestante de Genève. Sie hatte bis ins 19. Jahrhundert die eigentliche Kirchenleitung inne und fungiert auch jetzt noch nicht nur als Standesvertretung der Pastoren, sondern auch als die theologische Autorität innerhalb der Kantonalkirche.
Die Gründung der Compagnie des pasteurs geht auf die Ordonnances ecclésiastiques zurück, die erste Kirchenordnung, die Johannes Calvin 1541 nach seiner Rückkehr nach Genf durchsetzte. Hier war vorgesehen, dass die Kirche durch zwei Körperschaften geleitet werden sollte, das Consistoire (Konsistorium), in dem die Pastoren und die Ältesten gemeinsam die Kirchenzucht ausübten, und die Compagnie des pasteurs. In ihr kamen in wöchentlichen Sitzungen die Pfarrer der Genfer Hauptkirchen sowie der Kirchen des Landgebiets (die Diakone in den ersten Jahrhunderten noch nicht), ab 1559 auch die Professoren der Theologie an der Académie de Genève zusammen, um gemeinsam die Bibel zu studieren, theologisch zu arbeiten und Fragen des kirchlichen Lebens zu besprechen. Hier wurde unter anderem über Änderungen der Kirchen- und Gottesdienstordnung entschieden; es wurden die Beziehungen zu den evangelischen Kirchen außerhalb von Genf gepflegt; Pfarramtskandidaten wurden geprüft und nach bestandener Prüfung dem Rat der Stadt zur Anstellung vorgeschlagen. Die städtischen Gremien behielten also die oberste Autorität auch in Fragen der Kirche, die Compagnie des pasteurs hatte aber ein größeres Mitspracherecht als die Geistlichen Ministerien bzw. Predigerministerien in deutschen Reichsstädten. Ihre Funktion kam eher einer Synode in den presbyteral-synodal verfassten reformierten Kirchen Westeuropas nahe.
Die Sitzungen der Compagnie des pasteurs wurden von einem Moderator geleitet. Bis zu seinem Tode fungierte Calvin als Moderator, dann sein Nachfolger Theodor Beza, der zwar eine jährliche Wahl des Moderators durchgesetzt hatte, aber bis 1580 immer wiedergewählt wurde. Anschließend wechselte das Amt wöchentlich, später jährlich; mit Simon Goulart hatte von 1607 bis 1613 wieder ein Prediger das Amt über mehrere Perioden inne. Heutzutage wird es meist mehrere Jahre von einer Person ausgeübt, die auch der Kirchenleitung (Conseil du Consistoire) angehört und die Pfarrerschaft nach außen repräsentiert. Über jede Sitzung wurde ein Protokoll angefertigt. Die Protokollbücher sind erhalten und werden seit 1964 in einer mehrbändigen Edition veröffentlicht.